# Opluggad Pugh
Opluggad Pugh är ett studioalbum av Pugh Rogefeldt, utgivet 2005.

## Låtlista
| Nr  | Titel                                             | Längd |  |
| --- | ------------------------------------------------- | ----- |  |
| 1.  | Mona                                              | 3:05  |  |
| 2.  | Visan om Bo (Duett med Stefan Sundström)          | 2:27  |  |
| 3.  | Jag är en liten gosse (Duett med Laleh Pourkarim) | 3:18  |  |
| 4.  | Surabaya Johnny                                   | 4:29  |  |
| 5.  | Dinosaurie                                        | 3:37  |  |
| 6.  | Bröllopsklockor (Duett med Laleh Pourkarim)       | 5:10  |  |
| 7.  | Mitt bästa för dig (Duett med Stefan Sundström)   | 3:17  |  |
| 8.  | Bolla och rulla                                   | 2:26  |  |
| 9.  | Dinga linga Lena                                  | 2:54  |  |
| 10. | Vandrar i ett regn                                | 3:18  |  |
| 11. | Hammarhjärta                                      | 3:30  |  |
| 12. | Josefin                                           | 1:54  |  |

## Listplaceringar
| Lista (2005) | Topplacering |
| ------------ | ------------ |
| Sverige      | 31           |

### Fotnoter
1. ↑  ”Opluggad Pugh”. Svensk mediedatabas. http://smdb.kb.se/catalog/search?q=pugh+rogefeldt&sort=NEWEST. Läst 21 januari 2013.
2. ↑  Swedishcharts - Opluggad Pugh på den svenska albumlistan Arkiverad 13 september 2014 hämtat från the Wayback Machine.